# Pier Antonio degli Abbati

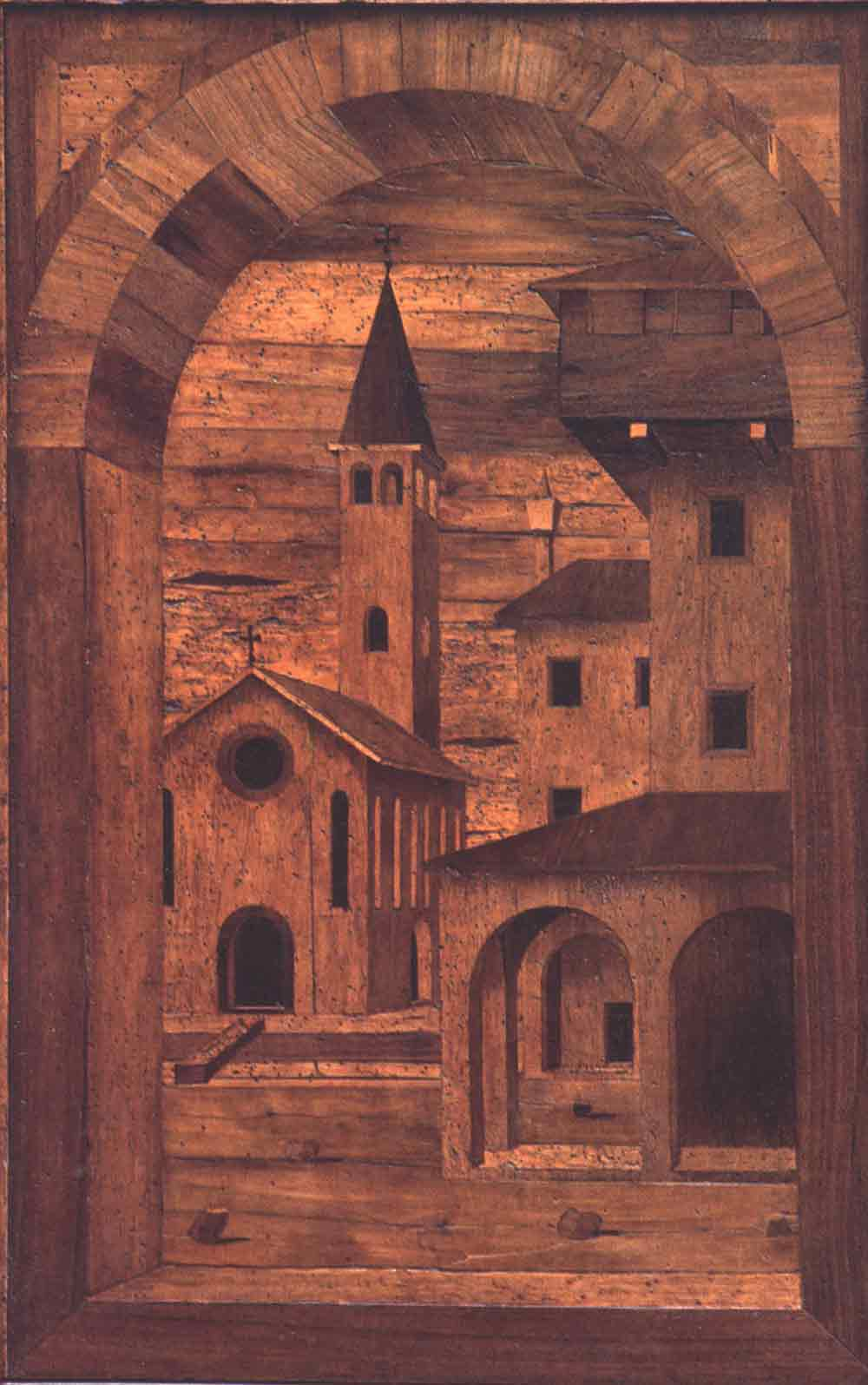
Tarsia prospettica da Sant'Andrea a Ferrara, chiesa di San Cristoforo alla Certosa

Pier Antonio degli Abbati, noto anche come Pietro Antonio Abbati, o Pietro Antonio dall'Abà (Modena, 1430 circa – Rovigo, 1504 circa), è stato un intarsiatore italiano.

## Biografia
Formatosi nell'ambito degli artigiani Lorenzo e Cristoforo da Lendinara, di cui era cognato, e in particolare allievo diretto di Lorenzo Canozi), fu autore dal 1485 al 1487, del coro ligneo della chiesa di Santa Corona a Vicenza. Esso consiste di 51 stalli disposti in due ordini, e nelle tarsie lignee inserite nei pannelli degli schienali, si possono osservare l'abilità e l'esperienza dell'artista nello sfruttare colori e venature dei legni impiegati, insieme alla grande perizia della resa prospettica.

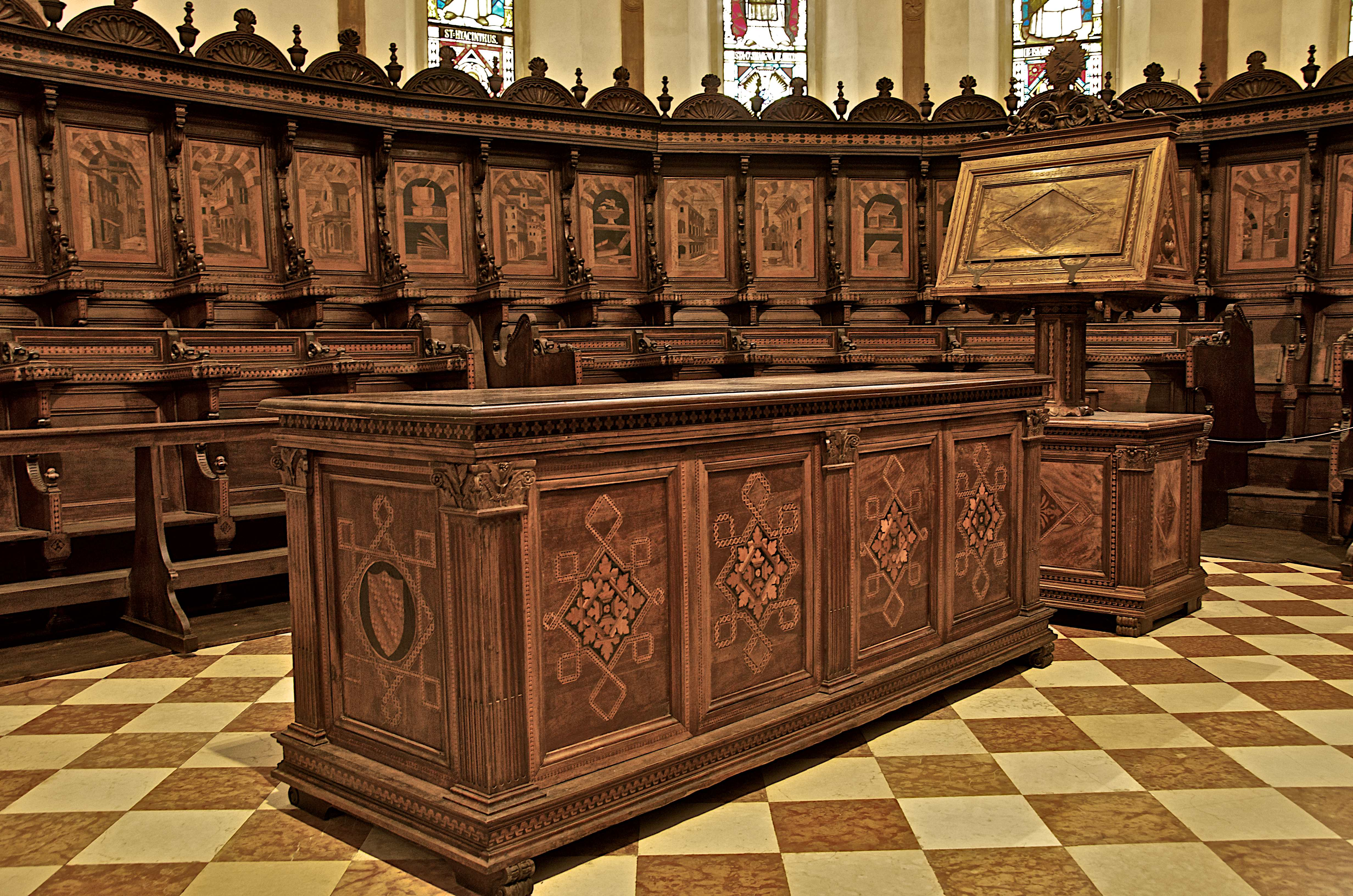
Vicenza, Santa Corona, banchi del coro

L'attribuzione dell'opera a Pier Antonio degli Abbati è resa possibile dal confronto con il successivo lavoro, firmato dall'artista e consistente in 24 pannelli intarsiati per la basilica di Monte Berico, sempre a Vicenza. Quando nel 1824 il coro fu smantellato per la costruzione del campanile, i pannelli finirono dispersi sul mercato antiquario e oggi si trovano sparsi in numerosi musei internazionali.
Tra le altre opere a lui attribuite, il coro superiore della chiesa di Sant'Andrea a Ferrara ora conservata presso la chiesa di San Cristoforo alla Certosa.